# Seifert Logistics
Die Seifert Logistics Group ist ein deutsches Logistikunternehmen im Bereich der Transport- und Kontraktlogistik.
Die Geschäftsleitung besteht seit Juli 2025 aus CEO Axel Frey, CFO Tobias Kälberer und COO Frank Weber, während Harald Seifert als Vorsitzender des Beirats fungiert.

## Geschichte
Das Unternehmen wurde 1947 von Franz X. Seifert in Ehingen/Berg gegründet. Harald Seifert stieg 1976 ins Familiengeschäft ein. Nach dem Fall der Berliner Mauer expandiert Seifert 1989 nach Ostdeutschland. Zu der Seifert Logistics Group gehört die 1999 gegründete Auslandstochter Seifert Polska Sp.z o.o. 2000 wurde die Seifert Service GmbH mit Sitz in Merseburg gegründet, die Silo- und Tankinnenreinigungen anbietet. Mit Gründung der Seifert Automotive Logistics GmbH im Jahr 2016 wird das Geschäftsfeld der industriellen Kontraktlogistik weiter gestärkt. 2023 übernimmt Seifert den Bremer Kontaktlogistikdienstleister Lorel Logistik.

## Produkte und Dienstleistungen
Zu den Dienstleistungen gehören die Bereich Warehousing, Kontraktlogistik und Value-Added Services. Der Kontraktdienstleister disponiert für verschiedene Branchen, darunter die Automotive-, Papier-, Chemie-, Baustoff -, Konsumgüter sowie Pharmaindustrie.

### 3D-Druck
Mit dem 3D-Druck-Lizenzshop kann die Seifert Logistics Group eine Innovation im Bereich der Ersatzteilproduktion On-Demand vorweisen. Dabei werden alle Schritte von Konstruktion über Prototyp bis hin zur Serienfertigung angeboten.

### Silo- und Tankinnenreinigung
Auf vier Reinigungsstraßen können 100–150 Reinigungen / Tag durchgeführt werden. Die Reinigungsanlage erfüllt durch umweltverträgliche Abwasseraufbereitung höchste Qualitätsstandards und ist zertifiziert nach ISO 14001 und SQAS.

## Soziales Engagement
Regelmäßig werden Veranstaltungen für Schülerinnen und Schüler angeboten. Die Seifert Logistics Group nimmt jährlich am Tag der Logistik teil, an dem sich interessierte über das Unternehmen informieren können. Zusätzlich spendete das Unternehmen für die Städtepartnerschaft in der Ukraine. Außerdem spendete das Unternehmen an das Albert Einstein Discovery Center, um deren Arbeit zu unterstützen. Während der COVID-19-Pandemie unterstütze die Seifert Logistics Group zusammen mit Smurfit Westrock das DONAUISAR Klinikum am Standort Deggendorf in Form von Schutzmaterial.

## Auszeichnungen
Im Mai 2023 wurde das Unternehmen zum zweiten Mal mit dem Eco Performance Award in der Kategorie Großunternehmen ausgezeichnet. Unter anderem durch die nachhaltige Bauweise des neuen Logistikzentrum im Jahr 2023 und den Einsatz von Elektrolastkraftwagen konnte sich das Unternehmen für den Preis qualifizieren.